# Економний мат
|   | a | b | c | d | e | f | g | h |   |
| 8 | f8 біла тура · a6 біла тура · e5 чорний король · c4 білий слон · d3 білий кінь · e3 білий пішак · f3 білий пішак · a2 білий пішак · h2 чорний ферзь · a1 білий король | f8 біла тура · a6 біла тура · e5 чорний король · c4 білий слон · d3 білий кінь · e3 білий пішак · f3 білий пішак · a2 білий пішак · h2 чорний ферзь · a1 білий король | f8 біла тура · a6 біла тура · e5 чорний король · c4 білий слон · d3 білий кінь · e3 білий пішак · f3 білий пішак · a2 білий пішак · h2 чорний ферзь · a1 білий король | f8 біла тура · a6 біла тура · e5 чорний король · c4 білий слон · d3 білий кінь · e3 білий пішак · f3 білий пішак · a2 білий пішак · h2 чорний ферзь · a1 білий король | f8 біла тура · a6 біла тура · e5 чорний король · c4 білий слон · d3 білий кінь · e3 білий пішак · f3 білий пішак · a2 білий пішак · h2 чорний ферзь · a1 білий король | f8 біла тура · a6 біла тура · e5 чорний король · c4 білий слон · d3 білий кінь · e3 білий пішак · f3 білий пішак · a2 білий пішак · h2 чорний ферзь · a1 білий король | f8 біла тура · a6 біла тура · e5 чорний король · c4 білий слон · d3 білий кінь · e3 білий пішак · f3 білий пішак · a2 білий пішак · h2 чорний ферзь · a1 білий король | f8 біла тура · a6 біла тура · e5 чорний король · c4 білий слон · d3 білий кінь · e3 білий пішак · f3 білий пішак · a2 білий пішак · h2 чорний ферзь · a1 білий король | 8 |
| 7 | f8 біла тура · a6 біла тура · e5 чорний король · c4 білий слон · d3 білий кінь · e3 білий пішак · f3 білий пішак · a2 білий пішак · h2 чорний ферзь · a1 білий король | f8 біла тура · a6 біла тура · e5 чорний король · c4 білий слон · d3 білий кінь · e3 білий пішак · f3 білий пішак · a2 білий пішак · h2 чорний ферзь · a1 білий король | f8 біла тура · a6 біла тура · e5 чорний король · c4 білий слон · d3 білий кінь · e3 білий пішак · f3 білий пішак · a2 білий пішак · h2 чорний ферзь · a1 білий король | f8 біла тура · a6 біла тура · e5 чорний король · c4 білий слон · d3 білий кінь · e3 білий пішак · f3 білий пішак · a2 білий пішак · h2 чорний ферзь · a1 білий король | f8 біла тура · a6 біла тура · e5 чорний король · c4 білий слон · d3 білий кінь · e3 білий пішак · f3 білий пішак · a2 білий пішак · h2 чорний ферзь · a1 білий король | f8 біла тура · a6 біла тура · e5 чорний король · c4 білий слон · d3 білий кінь · e3 білий пішак · f3 білий пішак · a2 білий пішак · h2 чорний ферзь · a1 білий король | f8 біла тура · a6 біла тура · e5 чорний король · c4 білий слон · d3 білий кінь · e3 білий пішак · f3 білий пішак · a2 білий пішак · h2 чорний ферзь · a1 білий король | f8 біла тура · a6 біла тура · e5 чорний король · c4 білий слон · d3 білий кінь · e3 білий пішак · f3 білий пішак · a2 білий пішак · h2 чорний ферзь · a1 білий король | 7 |
| 6 | f8 біла тура · a6 біла тура · e5 чорний король · c4 білий слон · d3 білий кінь · e3 білий пішак · f3 білий пішак · a2 білий пішак · h2 чорний ферзь · a1 білий король | f8 біла тура · a6 біла тура · e5 чорний король · c4 білий слон · d3 білий кінь · e3 білий пішак · f3 білий пішак · a2 білий пішак · h2 чорний ферзь · a1 білий король | f8 біла тура · a6 біла тура · e5 чорний король · c4 білий слон · d3 білий кінь · e3 білий пішак · f3 білий пішак · a2 білий пішак · h2 чорний ферзь · a1 білий король | f8 біла тура · a6 біла тура · e5 чорний король · c4 білий слон · d3 білий кінь · e3 білий пішак · f3 білий пішак · a2 білий пішак · h2 чорний ферзь · a1 білий король | f8 біла тура · a6 біла тура · e5 чорний король · c4 білий слон · d3 білий кінь · e3 білий пішак · f3 білий пішак · a2 білий пішак · h2 чорний ферзь · a1 білий король | f8 біла тура · a6 біла тура · e5 чорний король · c4 білий слон · d3 білий кінь · e3 білий пішак · f3 білий пішак · a2 білий пішак · h2 чорний ферзь · a1 білий король | f8 біла тура · a6 біла тура · e5 чорний король · c4 білий слон · d3 білий кінь · e3 білий пішак · f3 білий пішак · a2 білий пішак · h2 чорний ферзь · a1 білий король | f8 біла тура · a6 біла тура · e5 чорний король · c4 білий слон · d3 білий кінь · e3 білий пішак · f3 білий пішак · a2 білий пішак · h2 чорний ферзь · a1 білий король | 6 |
| 5 | f8 біла тура · a6 біла тура · e5 чорний король · c4 білий слон · d3 білий кінь · e3 білий пішак · f3 білий пішак · a2 білий пішак · h2 чорний ферзь · a1 білий король | f8 біла тура · a6 біла тура · e5 чорний король · c4 білий слон · d3 білий кінь · e3 білий пішак · f3 білий пішак · a2 білий пішак · h2 чорний ферзь · a1 білий король | f8 біла тура · a6 біла тура · e5 чорний король · c4 білий слон · d3 білий кінь · e3 білий пішак · f3 білий пішак · a2 білий пішак · h2 чорний ферзь · a1 білий король | f8 біла тура · a6 біла тура · e5 чорний король · c4 білий слон · d3 білий кінь · e3 білий пішак · f3 білий пішак · a2 білий пішак · h2 чорний ферзь · a1 білий король | f8 біла тура · a6 біла тура · e5 чорний король · c4 білий слон · d3 білий кінь · e3 білий пішак · f3 білий пішак · a2 білий пішак · h2 чорний ферзь · a1 білий король | f8 біла тура · a6 біла тура · e5 чорний король · c4 білий слон · d3 білий кінь · e3 білий пішак · f3 білий пішак · a2 білий пішак · h2 чорний ферзь · a1 білий король | f8 біла тура · a6 біла тура · e5 чорний король · c4 білий слон · d3 білий кінь · e3 білий пішак · f3 білий пішак · a2 білий пішак · h2 чорний ферзь · a1 білий король | f8 біла тура · a6 біла тура · e5 чорний король · c4 білий слон · d3 білий кінь · e3 білий пішак · f3 білий пішак · a2 білий пішак · h2 чорний ферзь · a1 білий король | 5 |
| 4 | f8 біла тура · a6 біла тура · e5 чорний король · c4 білий слон · d3 білий кінь · e3 білий пішак · f3 білий пішак · a2 білий пішак · h2 чорний ферзь · a1 білий король | f8 біла тура · a6 біла тура · e5 чорний король · c4 білий слон · d3 білий кінь · e3 білий пішак · f3 білий пішак · a2 білий пішак · h2 чорний ферзь · a1 білий король | f8 біла тура · a6 біла тура · e5 чорний король · c4 білий слон · d3 білий кінь · e3 білий пішак · f3 білий пішак · a2 білий пішак · h2 чорний ферзь · a1 білий король | f8 біла тура · a6 біла тура · e5 чорний король · c4 білий слон · d3 білий кінь · e3 білий пішак · f3 білий пішак · a2 білий пішак · h2 чорний ферзь · a1 білий король | f8 біла тура · a6 біла тура · e5 чорний король · c4 білий слон · d3 білий кінь · e3 білий пішак · f3 білий пішак · a2 білий пішак · h2 чорний ферзь · a1 білий король | f8 біла тура · a6 біла тура · e5 чорний король · c4 білий слон · d3 білий кінь · e3 білий пішак · f3 білий пішак · a2 білий пішак · h2 чорний ферзь · a1 білий король | f8 біла тура · a6 біла тура · e5 чорний король · c4 білий слон · d3 білий кінь · e3 білий пішак · f3 білий пішак · a2 білий пішак · h2 чорний ферзь · a1 білий король | f8 біла тура · a6 біла тура · e5 чорний король · c4 білий слон · d3 білий кінь · e3 білий пішак · f3 білий пішак · a2 білий пішак · h2 чорний ферзь · a1 білий король | 4 |
| 3 | f8 біла тура · a6 біла тура · e5 чорний король · c4 білий слон · d3 білий кінь · e3 білий пішак · f3 білий пішак · a2 білий пішак · h2 чорний ферзь · a1 білий король | f8 біла тура · a6 біла тура · e5 чорний король · c4 білий слон · d3 білий кінь · e3 білий пішак · f3 білий пішак · a2 білий пішак · h2 чорний ферзь · a1 білий король | f8 біла тура · a6 біла тура · e5 чорний король · c4 білий слон · d3 білий кінь · e3 білий пішак · f3 білий пішак · a2 білий пішак · h2 чорний ферзь · a1 білий король | f8 біла тура · a6 біла тура · e5 чорний король · c4 білий слон · d3 білий кінь · e3 білий пішак · f3 білий пішак · a2 білий пішак · h2 чорний ферзь · a1 білий король | f8 біла тура · a6 біла тура · e5 чорний король · c4 білий слон · d3 білий кінь · e3 білий пішак · f3 білий пішак · a2 білий пішак · h2 чорний ферзь · a1 білий король | f8 біла тура · a6 біла тура · e5 чорний король · c4 білий слон · d3 білий кінь · e3 білий пішак · f3 білий пішак · a2 білий пішак · h2 чорний ферзь · a1 білий король | f8 біла тура · a6 біла тура · e5 чорний король · c4 білий слон · d3 білий кінь · e3 білий пішак · f3 білий пішак · a2 білий пішак · h2 чорний ферзь · a1 білий король | f8 біла тура · a6 біла тура · e5 чорний король · c4 білий слон · d3 білий кінь · e3 білий пішак · f3 білий пішак · a2 білий пішак · h2 чорний ферзь · a1 білий король | 3 |
| 2 | f8 біла тура · a6 біла тура · e5 чорний король · c4 білий слон · d3 білий кінь · e3 білий пішак · f3 білий пішак · a2 білий пішак · h2 чорний ферзь · a1 білий король | f8 біла тура · a6 біла тура · e5 чорний король · c4 білий слон · d3 білий кінь · e3 білий пішак · f3 білий пішак · a2 білий пішак · h2 чорний ферзь · a1 білий король | f8 біла тура · a6 біла тура · e5 чорний король · c4 білий слон · d3 білий кінь · e3 білий пішак · f3 білий пішак · a2 білий пішак · h2 чорний ферзь · a1 білий король | f8 біла тура · a6 біла тура · e5 чорний король · c4 білий слон · d3 білий кінь · e3 білий пішак · f3 білий пішак · a2 білий пішак · h2 чорний ферзь · a1 білий король | f8 біла тура · a6 біла тура · e5 чорний король · c4 білий слон · d3 білий кінь · e3 білий пішак · f3 білий пішак · a2 білий пішак · h2 чорний ферзь · a1 білий король | f8 біла тура · a6 біла тура · e5 чорний король · c4 білий слон · d3 білий кінь · e3 білий пішак · f3 білий пішак · a2 білий пішак · h2 чорний ферзь · a1 білий король | f8 біла тура · a6 біла тура · e5 чорний король · c4 білий слон · d3 білий кінь · e3 білий пішак · f3 білий пішак · a2 білий пішак · h2 чорний ферзь · a1 білий король | f8 біла тура · a6 біла тура · e5 чорний король · c4 білий слон · d3 білий кінь · e3 білий пішак · f3 білий пішак · a2 білий пішак · h2 чорний ферзь · a1 білий король | 2 |
| 1 | f8 біла тура · a6 біла тура · e5 чорний король · c4 білий слон · d3 білий кінь · e3 білий пішак · f3 білий пішак · a2 білий пішак · h2 чорний ферзь · a1 білий король | f8 біла тура · a6 біла тура · e5 чорний король · c4 білий слон · d3 білий кінь · e3 білий пішак · f3 білий пішак · a2 білий пішак · h2 чорний ферзь · a1 білий король | f8 біла тура · a6 біла тура · e5 чорний король · c4 білий слон · d3 білий кінь · e3 білий пішак · f3 білий пішак · a2 білий пішак · h2 чорний ферзь · a1 білий король | f8 біла тура · a6 біла тура · e5 чорний король · c4 білий слон · d3 білий кінь · e3 білий пішак · f3 білий пішак · a2 білий пішак · h2 чорний ферзь · a1 білий король | f8 біла тура · a6 біла тура · e5 чорний король · c4 білий слон · d3 білий кінь · e3 білий пішак · f3 білий пішак · a2 білий пішак · h2 чорний ферзь · a1 білий король | f8 біла тура · a6 біла тура · e5 чорний король · c4 білий слон · d3 білий кінь · e3 білий пішак · f3 білий пішак · a2 білий пішак · h2 чорний ферзь · a1 білий король | f8 біла тура · a6 біла тура · e5 чорний король · c4 білий слон · d3 білий кінь · e3 білий пішак · f3 білий пішак · a2 білий пішак · h2 чорний ферзь · a1 білий король | f8 біла тура · a6 біла тура · e5 чорний король · c4 білий слон · d3 білий кінь · e3 білий пішак · f3 білий пішак · a2 білий пішак · h2 чорний ферзь · a1 білий король | 1 |
|   | a | b | c | d | e | f | g | h |   |

Еконо́мний мат (англ. economical mate) — різновид мату у шахах, у якому беруть участь усі фігури атакуючої сторони, за можливим виключенням лише для її короля і пішаків.
Еконо́мний пат — пат, що має такі ж особливості, як і економний мат.
На практиці економні мати (пати) зустрічаються здебільшого в глибоких ендшпілях, коли в обох сторін залишилась мінімальна кількість фігур. Часто економні мати зустрічаються серед лінійних матів (двома важкими фігурами: турою і ферзем, або парами цих фігур). В ендшпілях, де одинокому королю протистоять король і тура, король і ферзь, король і два слони, король і слон з конем, може бути поставлений лише економний мат.
Економний мат (пат), який одночасно є чистим, називається правильним.